# Rally Cataluña de 2017
El Rally Cataluña de 2017, oficialmente 53. RallyRACC Catalunya - Costa Daurada, fue la 53.ª edición y la decimoprimera ronda de la temporada 2017 del Campeonato Mundial de Rally. Se celebró del 6 al 8 de octubre y contó con un itinerario de 19 tramos sobre tierra y asfalto que sumaron un total de 312,02 km cronometrados. Fue también la decimoprimera ronda de los campeonatos WRC 2, WRC 3 y Júnior.
El ganador fue el británico Kris Meeke que ganaba por primera vez en Cataluña, siendo su quinta victoria en su carrera y la segunda en la temporada 2017. Segundo fue el francés Sebastien Ogier, ganador en 2016, y tercero el estonio Ott Tänak. En la categoría WRC 2 venció Teemu Suninen y el español Nil Solans lo hizo tanto en el WRC 3 como en la categoría Júnior (JWRC).

## Lista de inscritos
| Pilotos principales   | Pilotos principales | Pilotos principales | Pilotos principales        | Pilotos principales         | Pilotos principales |
| Num.                  | Piloto              | Copiloto            | Coche                      | Equipo                      | Neumático           |
| --------------------- | ------------------- | ------------------- | -------------------------- | --------------------------- | ------------------- |
| 1                     | Sébastien Ogier     | Julien Ingrassia    | Ford Fiesta WRC            | M-Sport World Rally Team    | M                   |
| 2                     | Ott Tänak           | Martin Järveoja     | Ford Fiesta WRC            | M-Sport World Rally Team    | M                   |
| 3                     | Elfyn Evans         | Daniel Barritt      | Ford Fiesta WRC            | M-Sport World Rally Team    | DM                  |
| 4                     | Andreas Mikkelsen   | Anders Jæger        | Hyundai i20 Coupe WRC      | Hyundai Motorsport          | M                   |
| 5                     | Thierry Neuville    | Nicolas Gilsoul     | Hyundai i20 Coupe WRC      | Hyundai Motorsport          | M                   |
| 6                     | Dani Sordo          | Marc Martí          | Hyundai i20 Coupe WRC      | Hyundai Motorsport          | M                   |
| 7                     | Kris Meeke          | Paul Nagle          | Citroën C3 WRC             | Citroën Total Abu Dhabi WRT | M                   |
| 8                     | Stéphane Lefebvre   | Gabin Moreau        | Citroën C3 WRC             | Citroën Total Abu Dhabi WRT | M                   |
| 9                     | Khalid Al Qassimi   | Chris Patterson     | Citroën C3 WRC             | Citroën Total Abu Dhabi WRT | M                   |
| 10                    | Jari-Matti Latvala  | Miikka Anttila      | Toyota Yaris WRC           | Toyota GAZOO Racing WRC     | M                   |
| 11                    | Juho Hänninen       | Kaj Lindström       | Toyota Yaris WRC           | Toyota GAZOO Racing WRC     | M                   |
| 12                    | Esapekka Lappi      | Janne Ferm          | Toyota Yaris WRC           | Toyota GAZOO Racing WRC     | M                   |
| 14                    | Mads Østberg        | Torstein Eriksen    | Ford Fiesta WRC            | M-Sport World Rally Team    | M                   |
| 20                    | Valeriy Gorban      | Sergei Larens       | Mini John Cooper Works WRC | Eurolamp World Rally Team   | M                   |
| 21                    | Jean-Michel Raoux   | Laurent Magat       | Citroën DS3 WRC            | Jean-Michel Raoux           | DM                  |
| 22                    | Jourdan Serderidis  | Frédéric Miclotte   | Citroën DS3 WRC            | Jourdan Serderidis          | M                   |
| Fuente: rallyracc.com |                     |                     |                            |                             |                     |

| valign="top" |
|}

## Resultados

### Itinerario
| Día   | Tramo | Nombre                | Distancia | Ganador de la etapa | Tiempo  | Líder de la general |
| ----- | ----- | --------------------- | --------- | ------------------- | ------- | ------------------- |
| Día 1 | SS1   | Caseres 1             | 12.50 km  | Ott Tänak           | 7:16.7  | Ott Tänak           |
| Día 1 | SS2   | Bot 1                 | 6.50 km   | Kris Meeke          | 4:04.5  | Ott Tänak           |
| Día 1 | SS3   | Terra Alta 1          | 38.95 km  | Andreas Mikkelsen   | 24:55.0 | Andreas Mikkelsen   |
| Día 1 | SS4   | Caseres 2             | 12.50 km  | Jari-Matti Latvala  | 7:08.1  | Mads Østberg        |
| Día 1 | SS5   | Bot 2                 | 6.50 km   | Kris Meeke          | 3:57.7  | Andreas Mikkelsen   |
| Día 1 | SS6   | Terra Alta 2          | 38.95 km  | Sébastien Ogier     | 24:18.9 | Andreas Mikkelsen   |
| Día 2 | SS7   | El Montmell 1         | 24.40 km  | Kris Meeke          | 12:22.0 | Kris Meeke          |
| Día 2 | SS8   | El Pont d'Armentera 1 | 21.29 km  | Juho Hänninen       | 10:54.6 | Kris Meeke          |
| Día 2 | SS9   | Savallà 1             | 14.12 km  | Juho Hänninen       | 7:25.3  | Kris Meeke          |
| Día 2 | SS10  | El Montmell 2         | 24.40 km  | Thierry Neuville    | 12:25.3 | Kris Meeke          |
| Día 2 | SS11  | El Pont d'Armentera 2 | 21.29 km  | Sébastien Ogier     | 10:59.6 | Kris Meeke          |
| Día 2 | SS12  | Savallà 2             | 14.12 km  | Sébastien Ogier     | 7:30.0  | Kris Meeke          |
| Día 2 | SS13  | Salou                 | 2.24 km   | Sébastien Ogier     | 2:33.8  | Kris Meeke          |
| Día 3 | SS14  | L'Albiol 1            | 6.28 km   | Kris Meeke          | 4:00.9  | Kris Meeke          |
| Día 3 | SS15  | Riudecanyes 1         | 16.35 km  | Kris Meeke          | 10:20.2 | Kris Meeke          |
| Día 3 | SS16  | Santa Marina 1        | 14.50 km  | Kris Meeke          | 8:09.5  | Kris Meeke          |
| Día 3 | SS17  | L'Albiol 2            | 6.28 km   | Kris Meeke          | 3:58.6  | Kris Meeke          |
| Día 3 | SS18  | Riudecanyes 2         | 16.35 km  | Kris Meeke          | 10:19.5 | Kris Meeke          |
| Día 3 | SS19  | Santa Marina 2        | 14.50 km  | Dani Sordo          | 8:07.8  | Kris Meeke          |

### Clasificación final
| Pos.                       | Piloto                   | Copiloto                 | Automóvil                | Tiempo                   | Diferencia               |
| World Rally Championship   | World Rally Championship | World Rally Championship | World Rally Championship | World Rally Championship | World Rally Championship |
| -------------------------- | ------------------------ | ------------------------ | ------------------------ | ------------------------ | ------------------------ |
| 1.                         | Kris Meeke               | Paul Nagle               | Citroën C3 WRC           | 3:01:21.1                | 0.0                      |
| 2.                         | Sébastien Ogier          | Julien Ingrassia         | Ford Fiesta WRC          | 3:01:49.1                | +28.0                    |
| 3.                         | Ott Tänak                | Martin Järveoja          | Ford Fiesta WRC          | 3:01:54.1                | +33.0                    |
| 4.                         | Juho Hänninen            | Kaj Lindström            | Toyota Yaris WRC         | 3:02:15.2                | +54.1                    |
| 5.                         | Mads Østberg             | Torstein Eriksen         | Ford Fiesta WRC          | 3:03:47.3                | +2:26.2                  |
| 6.                         | Stéphane Lefebvre        | Gabin Moreau             | Citroën C3 WRC           | 3:04:04.1                | +2:43.0                  |
| 7.                         | Elfyn Evans              | Daniel Barritt           | Ford Fiesta WRC          | 3:05:58.5                | +4:37.4                  |
| 8.                         | Teemu Suninen            | Mikko Markkula           | Ford Fiesta R5           | 3:09:43.8                | +8:22.7                  |
| 9.                         | Jan Kopecký              | Pavel Dresler            | Škoda Fabia R5           | 3:10:15.6                | +8:54.5                  |
| 10.                        | Ole Christian Veiby      | Stig Rune Skjærmoen      | Škoda Fabia R5           | 3:10:25.9                | +9:04.8                  |
| World Rally Championship 2 |                          |                          |                          |                          |                          |
| 1. (8.)                    | Teemu Suninen            | Mikko Markkula           | Ford Fiesta R5           | 3:09:43.8                | 0.0                      |
| 2. (9.)                    | Jan Kopecký              | Pavel Dresler            | Škoda Fabia R5           | 3:10:15.6                | +31.8                    |
| 3. (12.)                   | Benito Guerra            | Daniel Cué               | Škoda Fabia R5           | 3:14:22.7                | +4:38.9                  |
| World Rally Championship 3 |                          |                          |                          |                          |                          |
| 1. (28.)                   | Nil Solans               | Miquel Ibáñez            | Ford Fiesta R2T          | 3:29:02.3                | 0.0                      |
| 2. (29.)                   | Raphael Astier           | Frédéric Vauclare        | Peugeot 208 R2           | 3:29:36.1                | +33.8                    |
| 3. (30.)                   | Terry Folb               | Christopher Guieu        | Ford Fiesta R2T          | 3:30:35.4                | +1:33.1                  |
| JWRC                       |                          |                          |                          |                          |                          |
| 1. (28.)                   | Nil Solans               | Miquel Ibáñez            | Ford Fiesta R2T          | 3:29:02.3                | 0.0                      |
| 2. (30.)                   | Terry Folb               | Christopher Guieu        | Ford Fiesta R2T          | 3:30:35.4                | +1:33.1                  |
| 3. (32.)                   | Julius Tannert           | Jürgen Heigl             | Ford Fiesta R2T          | 3:33:48.5                | +4:46.2                  |